# بيتر بيكر (لاعب غولف)
بيتر بيكر (بالإنجليزية: Peter Baker)‏ هو لاعب غولف بريطاني، ولد في 7 أكتوبر 1967 في Shifnal ‏ في المملكة المتحدة.

## وصلات خارجية
- بيتر بيكر على موقع رابطة أوروبا للاعبي الغولف المحترفين (الإنجليزية)
- بيتر بيكر على موقع التصنيف العالمي الرسمي للغولف (الإنجليزية)